# 平形雄策
平形 雄策（ひらかた ゆうさく、1964年〈昭和39年〉4月13日 - ）は、日本の農林水産官僚。

## 来歴
群馬県吾妻郡高山村出身。群馬県立沼田高等学校を経て、1989年（平成元年）3月、慶應義塾大学法学部を卒業。首都圏への一極集中や環境コストを考えていない経済発展に疑問を抱き、農林水産省の業務が自身の課題意識と近いことから同年4月、農林水産省に入省。
入省後、食品流通局総務課総括係長時代に阪神・淡路大震災が発生し、食品会社の支援などの対応にあたった。その後は米の生産調整や土地利用計画制度などに携わり、農林水産省大臣官房参事官、経営局協同組織課長、同局経営政策課長、食料産業局総務課長、農林水産省大臣官房予算課長、生産局農産部長などを歴任。2021年（令和3年）7月1日、農産局長に就任。2024年（令和6年）7月5日、農林水産省を退職。2025年（令和7年）3月1日、日本大豆ミート協会顧問に就任。

## 年譜
- 1989年（平成元年）
  - 3月 - 慶應義塾大学法学部卒業[1]
  - 4月 - 農林水産省入省[1]
- 2005年（平成17年）4月 - 農林水産省大臣官房企画評価課調査官[1]
- 2006年（平成18年）8月 - 農林水産省大臣官房企画評価課調査官兼内閣事務官[1]
- 2008年（平成20年）8月 - 農林水産省大臣官房政策課調査官兼内閣事務官[1]
- 2009年（平成21年）
  - 1月 - 農林水産省大臣官房参事[1]
  - 10月 - 農林水産省経営局協同組織課長[1]
- 2012年（平成24年）6月 - 農林水産省経営局経営政策課長[1]
- 2015年（平成27年）10月 - 農林水産省食料産業局総務課長[1]
- 2017年（平成29年）7月 - 農林水産省大臣官房予算課長[1]
- 2018年（平成30年）7月 - 農林水産省生産局農産部長兼政策統括官付[1]
- 2021年（令和3年）7月 - 農林水産省農産局長[3]
- 2024年（令和6年）7月 - 農林水産省退職[4][5]
- 2025年（令和7年）3月 - 日本大豆ミート協会顧問[8]